# Liga de Escritores y Artistas Revolucionarios
Die Liga de Escritores y Artistas Revolucionarios (LEAR; deutsch „Liga der revolutionären Schriftsteller und Künstler“) war eine mexikanische Vereinigung revolutionärer  Künstler und Schriftsteller.
Die Vereinigung wurde 1933 nach der Auflösung des „Syndikats der technischen Arbeiter, Künstler und Bildhauer“ im Hause des bildenden Künstler und ersten Präsidenten Leopoldo Méndez gegründet. Erster Sekretär war Luis Arenal. Die L.E.A.R. deklarierte sich selbst als mexikanische Sektion der Internationalen Vereinigung revolutionärer Schriftsteller, die 1930 durch die Kommunistische Internationale in der Sowjetunion gegründet wurde. Zu den Mitgliedern der ersten Stunde zählten Juan de la Cabada, Pablo O’Higgins, Xavier Guerrero, Ermilo Abreu Gómez, Alfredo Zalce, Fernando Gamboa, Santos Balmori, Clara Porcet, Ángel Bracho und viele andere.
Die Mitglieder der Liga verbreiteten in ihren Schriften und künstlerischen Arbeiten revolutionäres Gedankengut. Sie engagierten sich mit ihrer Arbeit gegen nationale politische Entwicklungen, insbesondere die staatliche Kunstzensur, aber auch gegen die politische Bedrohung des Weltfriedens durch Kriege, die Politik Hitlers und Mussolinis, den spanischen Bürgerkrieg und für ähnliche internationale, politische Themen.
Nachdem die 1934 konstituierte liberale Regierung in Mexiko den Kunstschaffenden schließlich mehr Freiheit in ihrem Schaffen zugestand, löste sich die Vereinigung 1938 wieder auf. Das Organ der Vereinigung war die Zeitung Frente a Frente, für die auch Pablo O’Higgins illustrierte.